# Deb
.deb es la extensión del formato de paquetes de software de la distribución de Linux, Debian GNU/Linux y derivadas (e.j.Ubuntu), y, el nombre más usado para dichos paquetes. Como Debian, su nombre proviene de Deborah Murdock, exesposa del fundador de la distribución Ian Murdock.
El programa predeterminado para manejar estos paquetes es dpkg, generalmente usando apt/aptitude aunque también hay interfaces gráficas como Synaptic, PackageKit, Gdebi o en Ubuntu Software Center (este último solo para Ubuntu), desde la versión 3.0. Es posible convertir un paquete deb a otros formatos de paquete (como RPM), y viceversa, usando la aplicación alien.

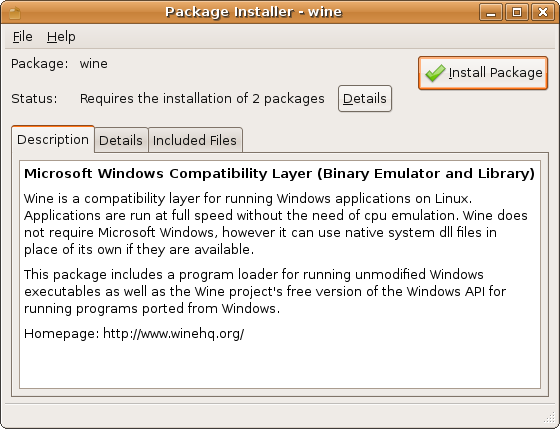
Gdebi instalando un paquete .deb.

## Estructura interna
Los paquetes deb son archivos ar estándar de Unix que incluyen dos archivos tar en formato gzip, bzip2 o lzma: uno de los cuales alberga la información de control y el otro los datos. 
Estos paquetes contienen tres archivos:
- debian-binary - número de versión del formato deb. Este es "2.0" para las versiones actuales de Debian.
- control.tar.gz - toda la meta-información del paquete.
- data.tar, data.tar.gz, data.tar.bz2 o data.tar.lzma: - los archivos a instalar.

## Origen del nombre
La extensión deb viene de la palabra Debian, que es a su vez una contracción de Deborah y de Ian. Como se ha mencionado, Ian Murdock es el creador de la distribución Debian y su exesposa Deborah.

## Instalar paquetes deb
Desde la terminal de linux usando dpkg
Para instalar paquetes:
dpkg -i paquete.deb
Para verificar que se ha instalado correctamente:
dpkg -l | grep 'paquete'
Para eliminar la instalación:
dpkg -r paquete.deb

dpkg -P paquete.deb (esta última borra todos los datos del programa)
Con el instalador de paquetes
Es suficiente con hacer doble click con el mouse usando el gestor de Archivos.